# بنیدن‌کرک
بنیدن‌کرک (به هلندی: Benedenkerk) یک منطقهٔ مسکونی در هلند است که در کریمپنروارد واقع شده‌است.